# Fuel Stratified Injection
Fuel Stratified Injection, afgekort met FSI, is de naam die de Volkswagen Group hanteert voor haar brandstofinspuitsysteem voor benzinemotoren.

## Directe inspuiting
Bij het FSI-systeem wordt de brandstof direct ingespoten (directe injectie) in plaats van de gebruikelijke indirecte injectie in de aanzuigcollector. Het systeem wordt onder deze naam gebruikt door de Volkswagen Group. 

## Modes
Er zijn twee werkingsmodes
- Normale "mode"

Werkt zoals een gewone motor met normale verbranding en normale brandstof/luchtverhouding in de cilinder. Deze mode is bij het optrekken, wanneer er veel vermogen nodig is.
- Fuel stratified injection mode

De motor is ook in staat om onder sommige omstandigheden op een arm brandstofmengsel te draaien.
De inspuiting van de benzine gebeurt rechtstreeks in de cilinder waardoor het mogelijk is om twee verschillende lagen brandstof/luchtmengsel te creëren (fuel stratified injection). Men spuit rechtstreeks in en creëert een rijk mengsel rond de bougie. In de cilinderkop is er nu een rijke laag rond de bougie die gemakkelijk ontbrandt. Daaromheen is er een arme brandstoflaag met veel lucht en weinig brandstof. Het rijke mengsel steekt het arme mengsel aan. De twee verschillende lagen  brandstof/luchtmengsel zorgen voor een isolatie en zorgen ervoor dat de motor minder verbruikt (±30% minder) en dat de emissiewaarden van CO2 veel lager liggen.
Net als bij een direct ingespoten dieselmotor ligt de inspuitdruk veel hoger dan bij het klassieke systeem, ongeveer 100 bar. De hoge inspuitdruk is nodig omdat de inspuittijd vele malen kleiner is dan bij een gewone injectiemotor. De brandstof wordt net voor de ontsteking ingespoten. De twee lagen ontstaan door op twee momenten van de compressieslag in te spuiten. De brandstof van de vroege injectie mengt zich in de gehele cilinder. De tweede injectie heeft daar geen tijd meer voor en ontbrandt als deze nog dicht bij de bougie hangt.
De inspuitdruk wordt rond stationair toerental teruggeregeld om aan emissie-eisen te kunnen voldoen.
Hoewel ook andere automerken zoals Mercedes-Benz en Mitsubishi een vergelijkbare technologie al enkele jaren in huis hebben, wordt het door de Volkswagen groep als enige autofabrikant op alle nieuwe benzinemotoren toegepast, terwijl de techniek door andere fabrikanten nauwelijks gebruikt wordt. De techniek is zuiniger en levert betere prestaties dan indirecte inspuiting. Ook heeft de motor met FSI lagere emissies.

## Varianten
Er bestaat ook een TFSI (Turbo Fuel Stratified Injection) variant, waarbij er een turbo is bijgeplaatst voor meer vermogen. De nieuwste variant is de TSI (Twincharged Stratified Injection), deze motor heeft zowel een turbo als een mechanische compressor. Voordeel hiervan is dat met een relatief kleine cilinderinhoud grote kracht gerealiseerd kan worden, hetgeen het brandstofverbruik positief beïnvloedt. Tegenwoordig noemt Volkswagen haar oude TFSI-motoren ook TSI waardoor een TSI-motor ook slechts een turbo kan hebben.

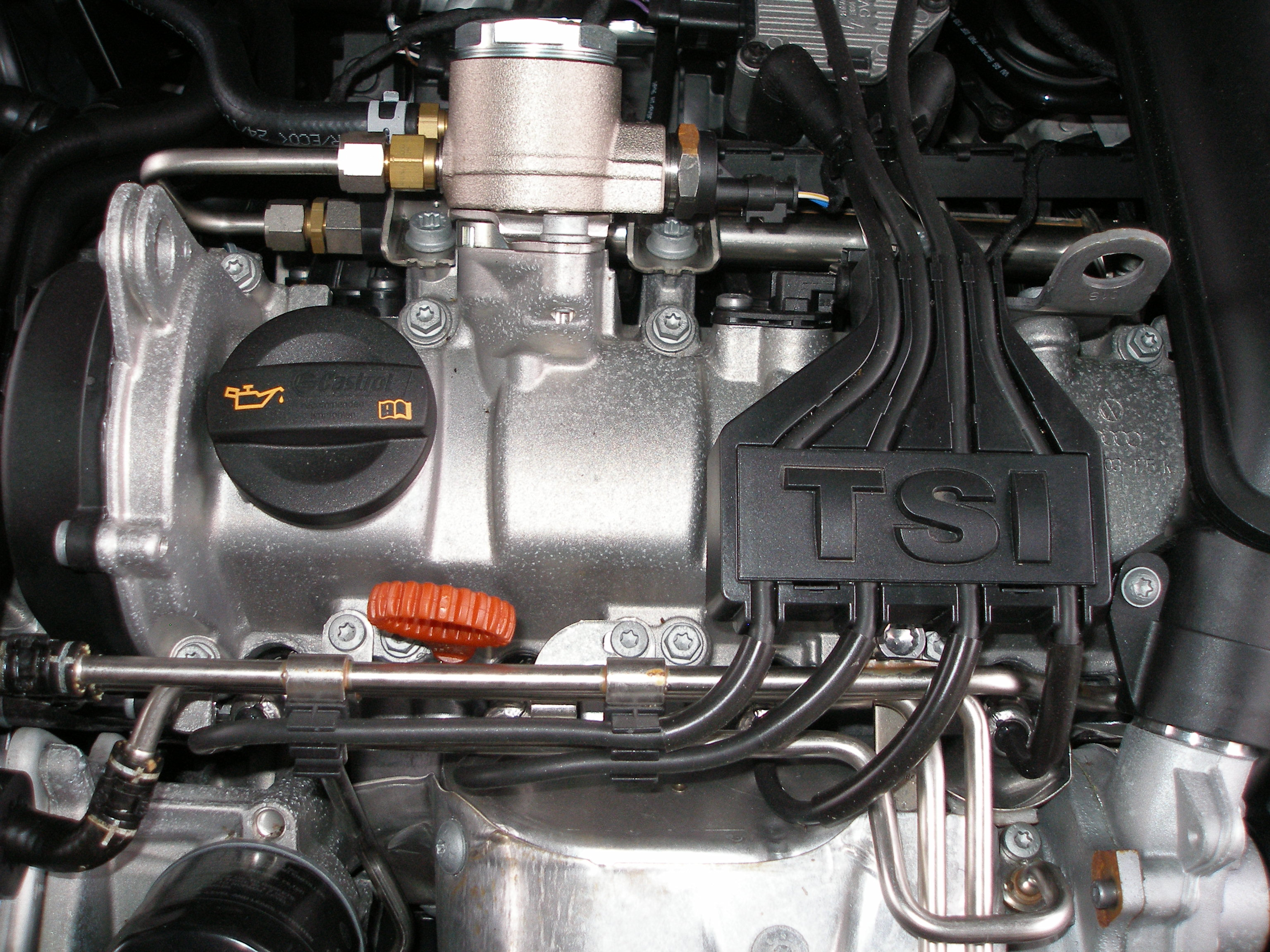
1.2 TSI 63kW motor in een Skoda Fabia (2011)

De motoren die over deze technologie beschikken in het VAG-gamma:
- FSI-motoren
  - 1.4 FSI
  - 1.6 FSI
  - 2.0 FSI
  - 2.8 V6 FSI
  - 3.2 V6 FSI
  - 3.2 VR6 FSI
  - 3.6 VR6 FSI
  - 4.2 V8 FSI
  - 5.2 V10 FSI
  - 6.3 W12 FSI
- TFSI-motoren (TSI genoemd bij Škoda)
  - 1.4 TFSI
  - 1.8 TFSI
  - 2.0 TFSI
  - 2.5 TFSI
  - 3.0 TFSI
  - 5.0 V10 TFSI
- TSI-motoren
  - 1.0 TSI (3-cilinder)
  - 1.2 TSI (zonder compressor, alleen turbo)
  - 1.4 TSI (ook zonder compressor verkrijgbaar)
  - 1.8 TSI
  - 2.0 TSI